# Melibe arianeae
Melibe arianeae is een slakkensoort uit de familie van de Tethydidae. De wetenschappelijke naam van de soort is voor het eerst geldig gepubliceerd in 2013 door DuPont & Valdés.